# Лёф
Лёф (нем. Löf) — община в Германии, в земле Рейнланд-Пфальц. 
Входит в состав района Майен-Кобленц. Подчиняется управлению Унтермозель.  Население составляет 1464 человека (на 31 декабря 2010 года). Занимает площадь 5,34 км².
Коммуна подразделяется на 2 сельских округа.